# Wayne Weiler
Wayne Weiler (* 9. Dezember 1934 in Phoenix, Arizona; † 13. Oktober 2005 ebenda) war ein US-amerikanischer Autorennfahrer.

## Karriere
Wayne Weiler startete einmal in seiner Karriere bei einem Rennen zur Weltmeisterschaft der Formel 1. Er startete am 30. Mai 1960 bei den 500 Meilen von Indianapolis auf einem Epperly-Offenhauser – dieses Rennen zählte zwischen 1950 und 1960 zur Weltmeisterschaft – und schied nach 103 Runden durch einen Unfall aus.